# Filosofia helenística

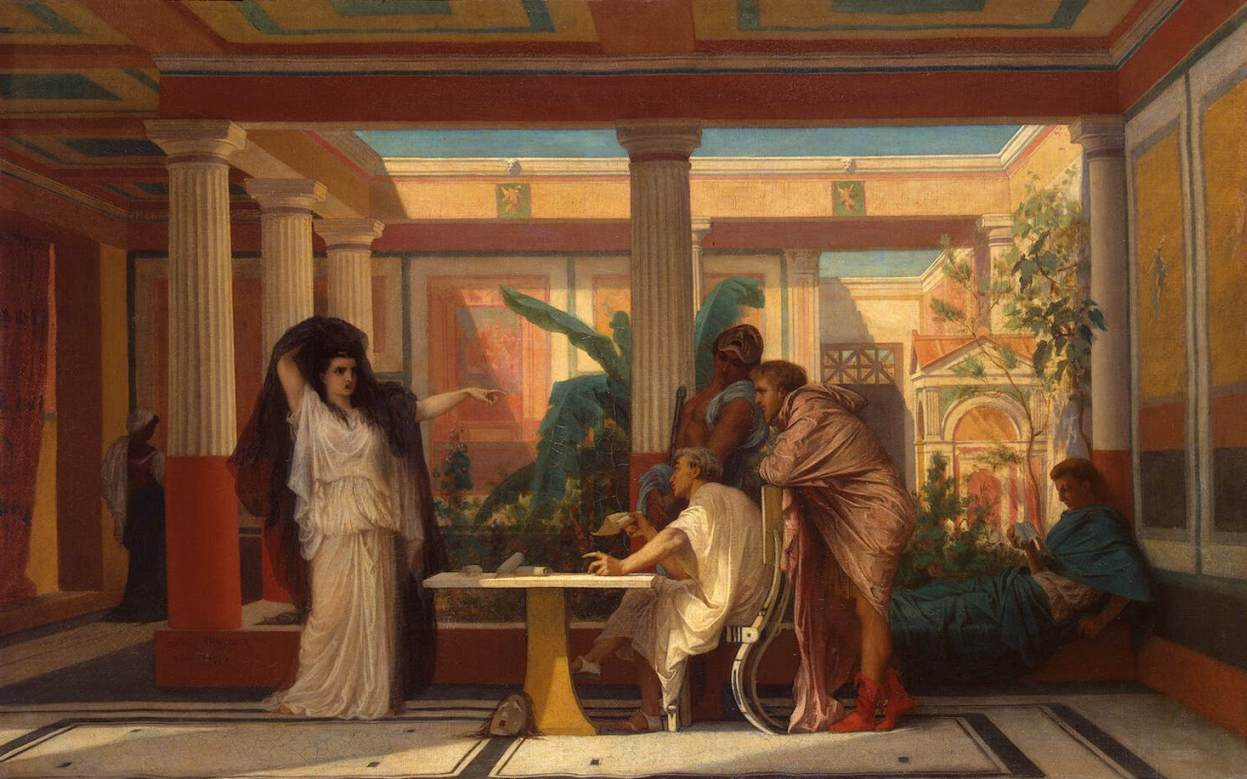
Em Roma antiga, a escola filosófica mais popular e divulgada foi o estoicismo

A filosofia helenística estende-se, em um primeiro momento, da morte de Alexandre (323 a.C.) ao fim da República Romana e coroação de Augusto como imperador romano (31 a.C.), portanto durante aquilo que historiadores da cultura convencionaram como helenismo. As correntes formadas neste período, todavia, influenciam vastamente a filosofia posterior, permitindo considerar-se como filosofia helenística muito da filosofia ocidental que se estende até o século III d.C., como o posterior neoplatonismo.

## Filosofia de uma nova época
A partir do processo histórico que se formava desde o século VI a.C. até o imperialismo ateniense e toda a instabilidade política e econômica posterior, o período de Alexandre, o Grande e o contexto seguinte construíram-se pouco a pouco com novas noções sobre o pertencimento do indivíduo no mundo. Nesse contexto, diferente da Grécia Antiga, o pensamento foi gradativamente alterando-se, sofrendo até mesmo influências das religiões orientais, criando-se uma lógica de cosmopolitismo - em outras palavras, de uma universalidade do pensamento humano, aplicável a todos os indivíduos. Sendo assim, não teria mais como base as restrições existentes do referencial da pólis, naturalmente um conceito restritivo, pois fechada em si, autônoma, mesmo que conectada a outras.
A princípio, as correntes que compõem a filosofia helenística compartilham uma oposição intensa à filosofia clássica, platônica e aristotélica, mesmo possuindo em suas bases pontos fortemente clássicos. Destacam-se as ideias de que ética e física, sobretudo para estoicos e epicuristas, apoiavam uma à outra, sendo indivisíveis para que seu conhecimento fosse perfeito; um forte materialismo, recusando-se à transcendência - forte, por exemplo, no pensamento aristotélico, embora este materialismo não se aplique exatamente a todas as correntes (como a dos neoplatônicos); as formas sistemáticas que tornam as correntes filosóficas em doutrinas, firmes em suas verdades, sendo que estas articulam os saberes da física, da ética e da lógica; a noção de que cabia ao estudo da filosofia a função de estabelecer caminhos (condutas) capazes de conduzir à felicidade, a chamada "medicina da alma".
Há, por fim, uma crítica à entrega das paixões, capazes de conduzir a uma dilaceração da alma, sendo a filosofia, o melhor caminho, a verdadeira terapia da felicidade. Estuda-se as paixões para reconhecer seus malefícios e buscar expurgá-las, a começar pelo desejo de possuir objetos ou outros indivíduos; valoriza-se o logos e aquilo que depende apenas do indivíduo em sua busca por felicidade.

## Escolas helenísticas

### Ceticismo

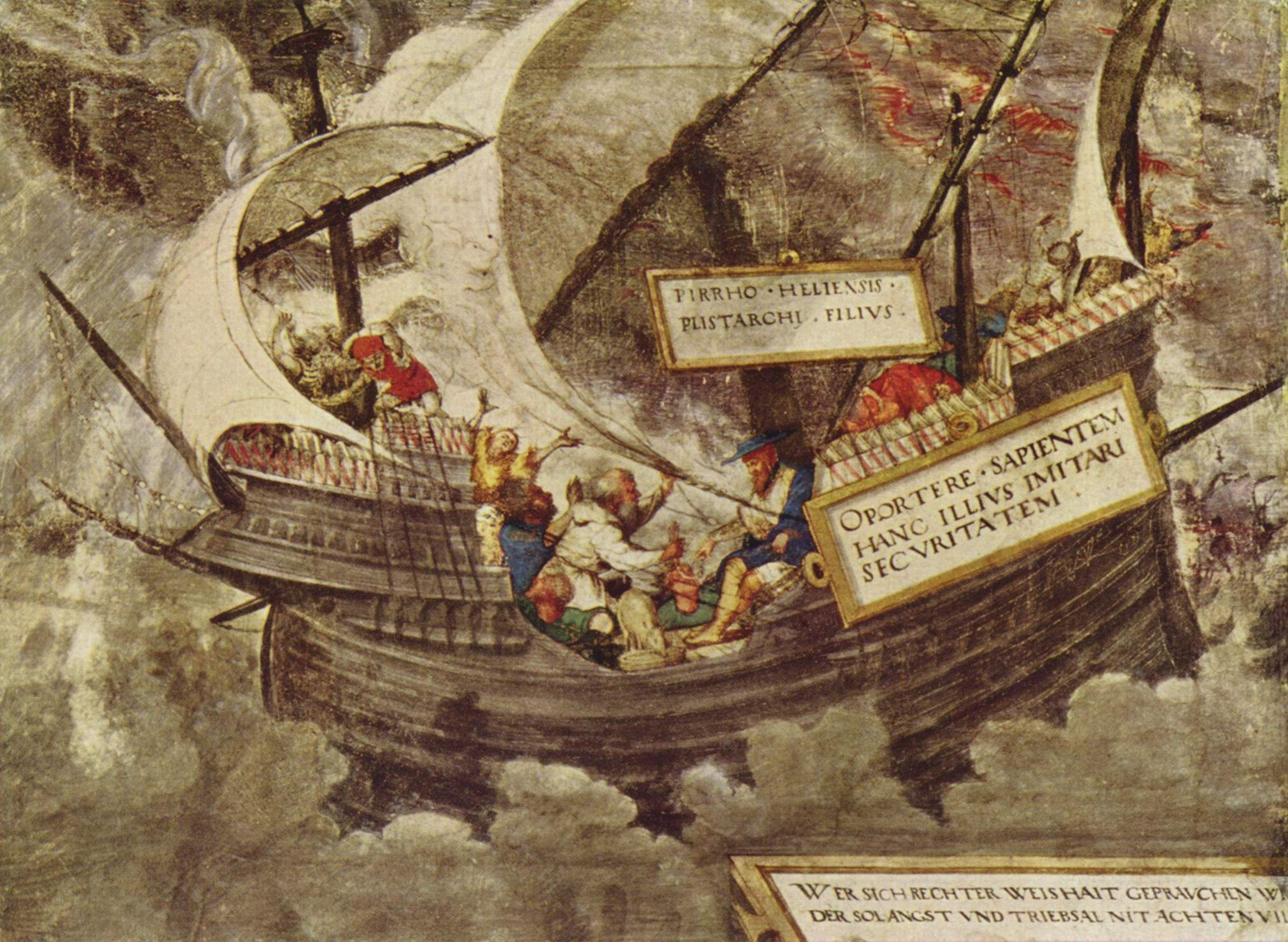
Pirro de Élis, imagem retratando uma anedota contada por Sexto Empírico. Ao alcançar a ataraxía, o filósofo manter-se-ia sereno e impassível

O ceticismo caracterizou-se como uma corrente de pensamento que surgiu primeiramente com Pirro de Élis, contemporâneo de Alexandre. Denominada de pirronismo, é a primeira filosofia cética e é considerada a mais radical. Tem como uma de suas características principais o natural impedimento do dogmatismo, uma vez que é ideal ao filósofo abster-se de juízo, ou seja, manter um constante estado de dúvida para com verdades possíveis, impedindo-as de serem naturalizadas, ou até mesmo possíveis em sua existência. Além disso, o filósofo cético, especialmente o que estiver diretamente ligado ao Pirronismo, deveria ter outras três qualidades: ser “incapaz de falar”, com isso incapaz de sentenciar uma “verdade”; ser desprendido de paixões, assim não sendo guiado, e retirado de sua serenidade por ilusões dos sentidos; e por fim ser sereno, livre da confusão do mundo. Este último conceito, porém, exige uma explicação melhor: a indiferença (1ª qualidade) e a insensibilidade (2ª qualidade) garantiriam um estado de tranquilidade mental sem a necessidade de constantes formulações intelectuais e afetivas e, assim sendo, o filósofo manteria sua felicidade, consciente da ausência de respostas e livre da constante tensão que seria a busca pela verdade.
Pirro fez parte da expedição de Alexandre pela Ásia e entrou em contato com algumas correntes de pensamento orientais. Uma possível influência dos gimnosofistas indianos permitiu o desenvolvimento da filosofia de Pirro, mas este também articulou saberes provenientes de correntes do pensamento megárico, cínico e democriteano. Aqui a ataraxía, essa serenidade ideal do filósofo, estabelece-se graças ao vazio interior de representações enquanto se mantém e aceita a dúvida, conceito permitido pela influência oriental. Sobre as origens, também se considera o pensamento megárico como o precursor ocidental mais antigo, aqui sempre considerando que é de vital importância a ideia de que não se possa arbitrar entre verdade ou falsidade em determinado questionamento. Os megáricos já refletiam sobre isso: vê-se aqui um exemplo do enraizamento das filosofias helenísticas em filosofias anteriores, mesmo que sejam conflitantes e opostas, uma vez que sejam filosofias de contextos diferenciados.
Outros filósofos continuaram o pensamento cético, embora alguns destes tenham considerado o ceticismo de forma diferente, como os da chamada terceira Academia, que teve como representante inicial Carnéades de Cirene no século II a.C.. Houve ainda alguns pensadores viventes da era cristã que retomaram o ceticismo mais rigoroso, entre eles Sexto Empírico, do século II d.C.. Definir o ceticismo como escola pode ser algo controverso, uma vez que ele rejeita o dogmatismo - o próprio Sexto Empírico comenta que o ceticismo apenas teria uma escola enquanto fosse conduta de vida, e não mera instituição enraizada em um dogma.

#### Representantes
- Pirro (360 – a. 270 a.C.)
- Tímon (325 – 235 a.C.)
- Arcesilau (316 – 241 a.C.)
- Carnéades (a. 214 – 129 a.C.)
- Enesidemo (século I d.C.)
- Agripa (século I – I)
- Sexto Empírico (160 – 210 a.C.)

### Epicurismo

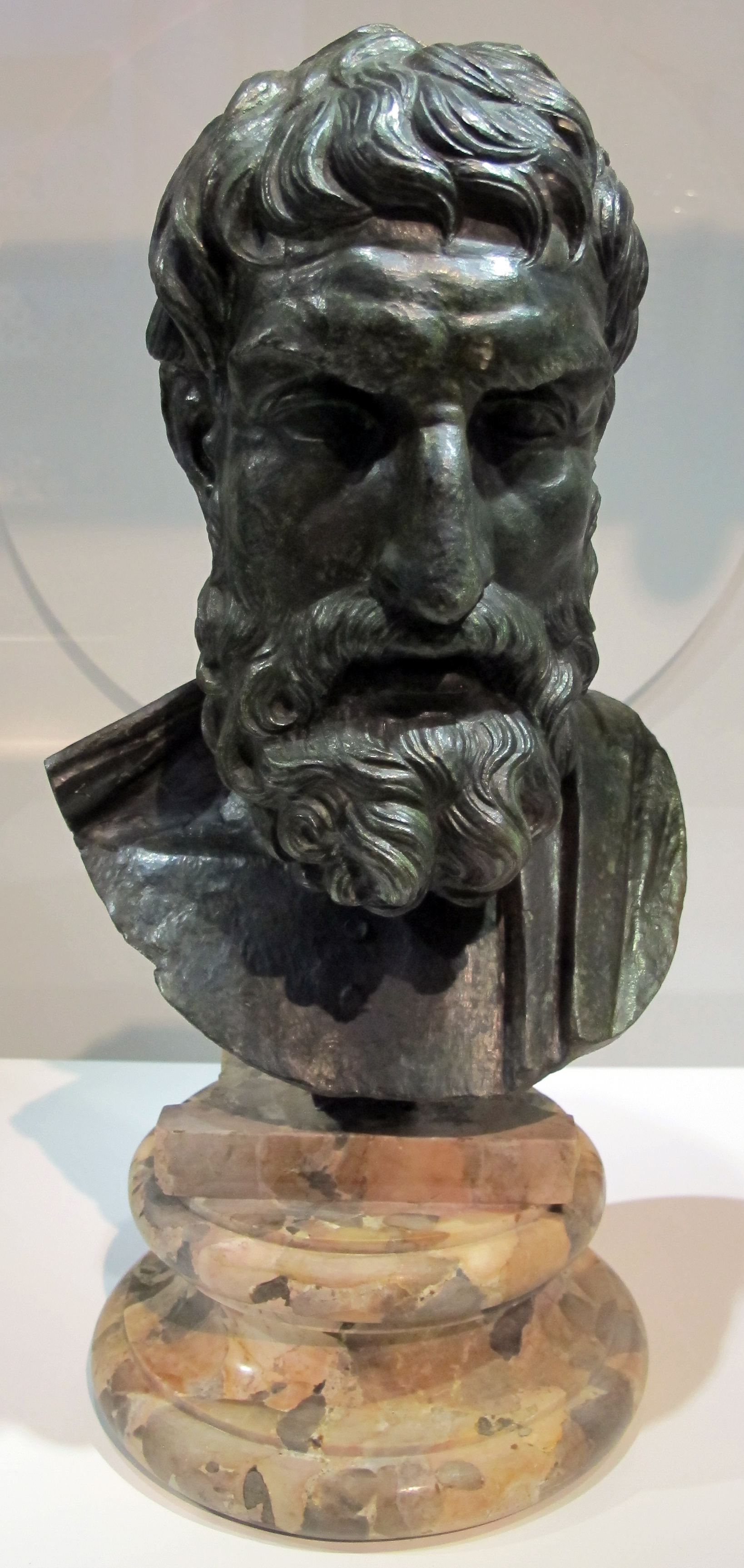
Epicuro de Samos

O epicurismo surge como uma doutrina diferenciada, em um contexto em que a filosofia costumava preocupar-se com os aspectos subjetivos e mais abstratos. Epicuro rejeita qualquer conhecimento que provenha de algo transcendente aos sentidos e afirma que a felicidade está ao alcance do homem através dessa filosofia voltada à verdade, distanciada do divino e ligada a uma noção mecânica do universo. Epicuro teria nascido em meio à cultura ateniense - assim, sua filosofia pode ser entendida como essencialmente grega. Existiriam no epicurismo três características básicas: um atomismo descendente de Demócrito, que permitiria a Epicuro explicar que o universo era formulado em princípio pela matéria (além de uma outra realidade, invisível, intangível) e que a alma seria mortal; a crença na indiferença dos deuses, posto que existiriam mas, uma vez que teriam atingido a felicidade, não viveriam com o propósito de dar forma ou reger o universo; e uma noção fixa acerca dos sentidos, considerando-os verdadeiros caminhos para a compreensão da verdade e o alcance do bem, sendo o bem aqui entendido por prazer. Esse prazer seria, em última instância, a ausência de perturbação, ou seja, a ataraxía. A verdade traduzida por aquilo que estava ao alcance do homem seria, então, o caminho para a felicidade e para a liberdade.
As noções acerca da física dentro da filosofia de Epicuro, sobretudo o atomismo, estão dispostas de modo a se considerar a ideia de criação como tola, uma vez que não haveria o que criasse o fator criador. Em outras palavras, não seria possível que um todo se originasse do nada; logo, seria necessário que algo criasse aquilo que desse origem ao universo. Posto isso, a reflexão epicurista leva, entre outros pontos, ao fato de que até mesmo a alma poderia morrer, uma vez que sua vida estaria ligada à vida do corpo - aqui fica clara a importância dada aos sentidos. Além disso, a formação e a transformação das coisas (gerando a criação do novo) seria ocasionada pelos movimentos dos átomos: o todo sempre existiu e é composto pelos átomos; a novidade vem apenas da mudança atômica.
Também sua consideração sobre a indiferença dos deuses apresenta-se como, novamente, uma rejeição do transcendente, sendo que seria possível que a relação de Epicuro com o divino e suas considerações sobre este (especialmente em relação à libertação das superstições geradas pela ideia de transcendência) estejam ligadas à sua mãe, a quem o filósofo acompanhava quando jovem ao meio religioso.
Por fim, o forte apela às sensações como fontes de conhecimento permite uma associação direta entre o bem e o prazer: o bem buscado pelo homem só poderia ser encontrado com auxílio dos sentidos; os sentidos só poderiam encontrar como bem o prazer. Há, certamente, um caráter hedonista em tudo isso, na medida em que o prazer seria o único bem possível de ser alcançado. Tal pensamento já existia desde a Escola cirenaica: seria sustentando todo esse sistema que o filósofo alcançaria a felicidade, uma vez que estaria livre da tormenta da transcendência e satisfeito com os bens alcançáveis.
O pensamento epicurista se propagou pelo mundo helenístico ao longo do tempo e chegou a Roma, conforme o contato entre as culturas da época crescia e a presença de Roma se fazia mais forte. Entre seus representantes no mundo romano, Lucrécio teve seu pensamento muito influenciado por seu momento de vida, o que permitiu uma aceitação à filosofia epicurista. Teria sido um dos filósofos que melhor aderiu ao epicurismo e sua obra teria expandido as noções epicuristas.

#### Representantes
- Epicuro (ca. 341– ca. 270 a.C.)
- Metrodoro de Lâmpsaco (ca 331/330 – ca. 277 a.C.)
- Colotes (ca. 320– ca. 268 a.C.)
- Leontina (século III a.C.)
- Carneisco (século III a.C.)
- Rabírio (século I a.C.)
- Zenão (ca. 150 – ca. 75 a.C.)
- Filodemo (ca. 110 – ca. 40 a.C.)
- Lucrécio (ca. 99 – ca. 55 a.C.)

### Estoicismo

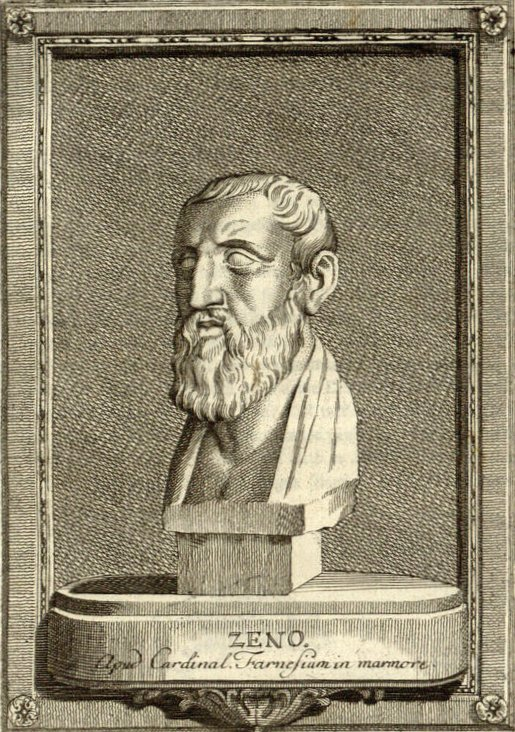
Zenão de Cítio

O estoicismo também se formou com influências das correntes de pensamento anteriores. Uma de suas máximas era algo já defendido pelo megáricos, que era a negação, ou ao menos a contestação, à noção de uma multiplicidade universal ou de constantes mudanças no cosmos. Com essa simples característica, nota-se a famosa distinção entre estoicismo e epicurismo, na medida em que o primeiro lida com uma ideia de universo e de divindade totalmente ligada a uma unidade (seria o mundo, um só, por exemplo, e o divino, uma força imanente na natureza, da qual seriamos parcelas menores), enquanto que o segundo dedica-se à crença das constantes transformações dos átomos e da multiplicidade de mundos.
O estoicismo teve como grande característica a capacidade de se adequar aos contextos em que se encaixava, sobrevivendo durante cinco séculos e tornando-se a corrente filosófica mais influente e duradoura do período helenístico. Dessa longa duração e da pouca importância dada a uma ortodoxia dogmática, surgiu uma variedade de doutrinas dentro da filosofia estoica que articulavam física, ética e lógica de maneiras distintas, criando escalas de importância diferentes entre as três. Houve também quem desconsiderasse uma das três, supondo não haver utilidade, e diversas mudanças ocorreram nas concepções estoicas conforme chegou o período imperial romano. Algo que dificulta a compreensão do estoicismo mais antigo é o fato de as fontes terem sido perdidas e os relatos conhecidos virem de opositores do mesmo.
Zenão de Cítio, fundador da escola do pórtico, nasceu em Chipre, onde havia forte influência grega à época. Em Atenas, como meteco fenício, Zenão não tinha direito à cidadania ateniense. Impossibilitado de comprar uma residência, ele ensinava sob um pórtico, e assim a filosofia estoica nasce como uma filosofia, em grande parte, de estrangeiros instalados em um território tradicionalmente grego. Uma ideia notável de Zenão e claramente ligada ao pensamento dos megáricos e ao dos cínicos é a corporeidade da alma e a inexistência de entidades incorpóreas, uma vez que as ideias adviriam do pensamento e não existiriam por si próprias, contrariamente a Platão.
Outras características primordiais do estoicismo são as seguintes: a existência de uma teoria dos signos, antecedente à semiologia atual; a ideia de que, como o animal seria guiado por instinto, o homem seria guiado por razão; um claro cosmopolitismo; e a busca e o elogio do equilíbrio em relação às paixões dos sentidos. Além de tudo isso, o princípio do logos é muito importante para a filosofia estoica: caracterizado de acordo com Heráclito, foi tomado pelos estoicos como princípio ativo da matéria, aquilo que daria forma ao mundo, a essência da própria divindade, à qual estariam submetidas a lógica, a ética e a física e conforme a qual as três se articulariam e dariam estrutura ao sistema filosófico.
O estoicismo influenciou importantes líderes políticos, como Tibério Graco e Cleômenes III de Esparta. No entanto, essa escola filosófica não se manteve estática, idêntica à filosofia desenvolvida por Zenão, tal como no caso do epicurismo. No século II a.C., Panécio trouxe significativas inovações ao estoicismo, inclusive graças ao contato com a cultura romana. Além disso, Posidônio, que veio logo em seguida, também trouxe mutações à doutrina do estoicismo e supostamente, com uma escola em Rodes, suplantou a de Atenas e passou a ensinar jovens patrícios romanos, levando ainda mais da filosofia estoica para o mundo romano. De fato, desenvolveu-se uma corrente romana do estoicismo bastante expressiva, através de Sêneca, Epiteto e do imperador Marco Aurélio.

#### Representantes
- Zenão (ca. 333 – ca. 263 a.C.)
- Cleantes (ca. 330 – ca. 230 a.C.)
- Crisipo (ca. 280 – ca. 208 a.C.)
- Diógenes (ca. 230 – ca 150 a.C.)
- Panécio (ca. 185 – ca. 110 a.C.)
- Posidônio (ca. 135 – ca. 51 a.C.)
- Catão (ca. 95 – ca. 46 a.C.)
- Sêneca (ca. 4 a.C. – ca. 65 d.C.)
- Epiteto (ca. 55 – ca. 135)
- Marco Aurélio (ca. 121 – ca. 180)

### Cinismo

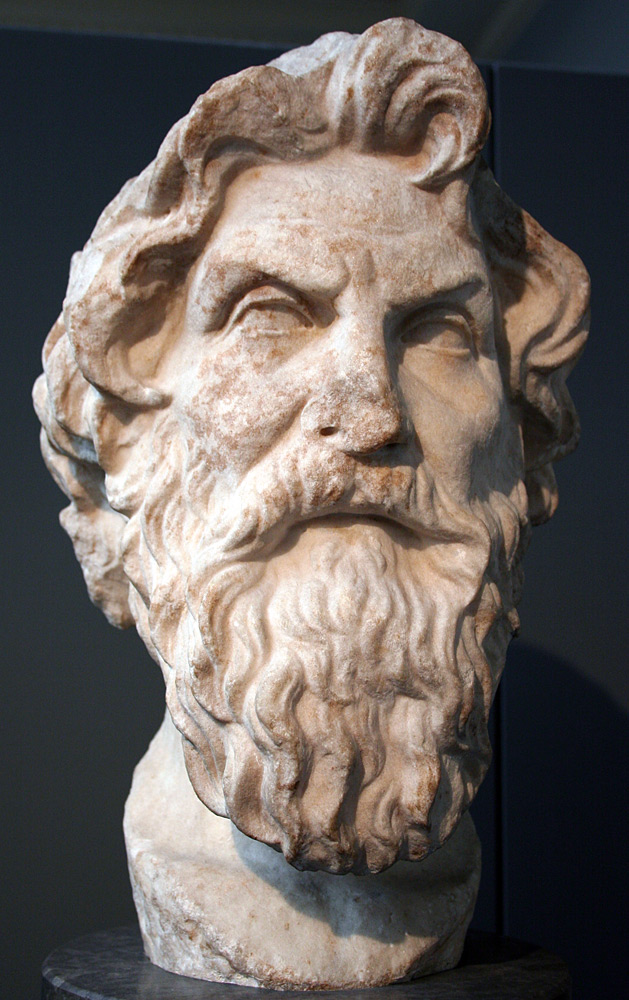
Antístenes, um discípulo de Sócrates, fundador da escola cínica

O cinismo (do grego κυνικός, canino) era uma seita ascética de filósofos começando com Antístenes no século IV a.C. e até o século V d.C., ou seja, começou no período clássico, mas persistiu por todo o período helenístico. Eles defendiam que se deve viver uma vida de virtude, de acordo com a natureza, rejeitando todos os desejos convencionais de riqueza, poder político, força ou fama e viver uma vida livre de posses. O nome cinismo, é referência ao estilo de vida dos cachorros (kynos). Cultuavam a indiferença, a falta de pudor e culpa, mas cultivando amizades e expulsando seus inimigos.
Para os cínicos, o objetivo da vida era a Eudaimonia, lucidez (ἁτυφια) e liberdade. Assim, os principais defeitos humanos são vistos como a ignorância, arrogância, insensatez, hubris e vaidade.
Apenas no século XIX o sentido da palavra cinismo, passou a significar descrença na sinceridade e bondade dos homens.

#### Representantes
- Antístenes (445 – 365 a.C.)
- Diógenes de Sinope (412 – 323 a.C.)
- Crates de Tebas (365 – 285 a.C.)
- Menipo de Gadara (c. 275 a.C.)
- Demetrius (10 – 80 d.C.)

### Escola peripatética

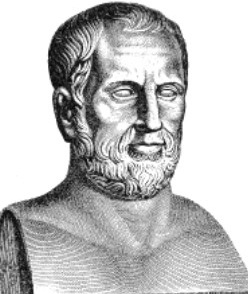
Teofrasto, o discípulo de Aristóteles que herdou sua escola

A Escola peripatética ou Peripatoi (do grego περιπατητικός, que caminha), fundada por Aristóteles, permaneceu existindo ao longo da época helenística. Aristóteles morreu um ano após Alexandre e a direção do Liceu ficou a cargo de Teofrasto. O pensamento aristotélico se manteve como base fundamental, embora novas tendências na noção de universalidade tenham se estabelecido. Chegando ao século I a.C., Andrônico de Rodes gerou uma nova tendência para a filosofia, de produzir comentários acerca das obras do mestre, atendo-se destaque em particular à figura de Aristóteles.
Para os peripatos o modo de obter a felicidade estava em encontrar a moderação (média) entre dois extremos (ausência e excesso). Assim, para uma vida de virtudes era importante um equilíbrio entre razão, hábitos e natureza.

#### Representantes
- Teofrasto (ca. 372 – ca. 287 a.C.)
- Estratão (ca. 335 – ca. 69 a.C.)
- Andrônico (século I a.C.)
- Alexandre de Afrodísias (século III d.C.)

### Neopitagorismo

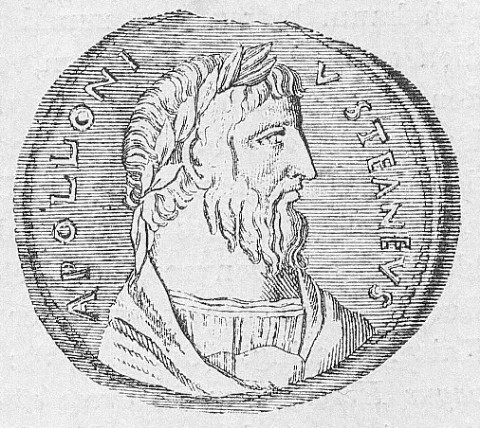
Apolônio de Tiana, foi seu mais notável defensor

O neopitagorismo surgiu no século I a.C., em que a doutrina pitagórica era revivida por alguns filósofos da época - logo, estaria assim incluída dentre as escolas filosóficas helenísticas. Aparentemente, não haveria muita originalidade nessa doutrina, sendo ela apenas uma retomada do pitagorismo anterior, com suas características bem reconhecidas, dentre elas a valorização dos números como elementos essenciais para a compreensão e a constituição do universo e o misticismo, caracterizado pela crença na mudança da alma de um corpo a outro.
Considera-se também que, em seus textos, os representantes de tal doutrina teriam características que futuramente passaram a ser comuns ao neoplatonismo, que surgiria posteriormente.

#### Representantes
- Públio Nigídio Fígulo (ca. 98 – ca. 45 a.C.)
- Apolônio de Tiana (2 a.C. – ca. 98 d.C.)
- Nicômaco de Gerasa (ca. 60 – século II d.C.)

### Platonismo

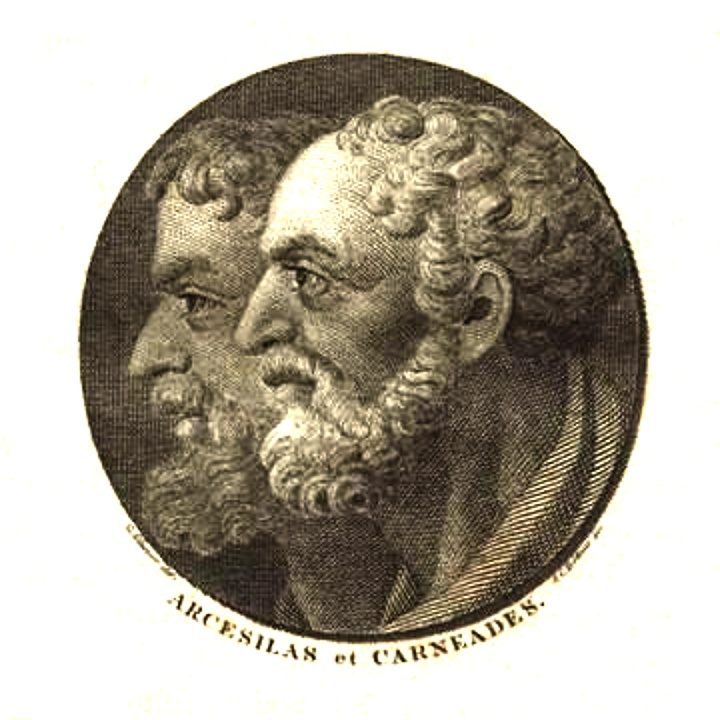
Arcesilau e Carneades

Platonismo é o nome dado à filosofia mantida e desenvolvido pelos seguidores de Platão. O conceito central foi a teoria das formas: o transcendente, possui arquétipos perfeitos, dos quais objetos no mundo cotidiano são cópias imperfeitas. A forma mais elevada foi a Forma do Bem, a fonte do ser, que só pode ser conhecida pela razão.
No século III a.C., Arcesilau adotou o ceticismo, que se tornou um princípio central da escola até 90 a.C., quando Antíoco adicionou elementos estoicos, rejeitando ceticismo. Com a adoção do misticismo oriental no século III d.C., o platonismo evoluiu para neoplatonismo e teve grande influência sobre a filosofia cristã.

#### Representantes
- Espeusipo (407 – 339 a.C.)
- Xenócrates (396 – 314 a.C.)
- Arcesilaus (316 – 232 a.C.)
- Carneades (214 – 129 a.C.)
- Antíoco de Ascalão (130 – 68 a.C.)
- Plutarco (46 – 120 a.C.)

### Ecletismo

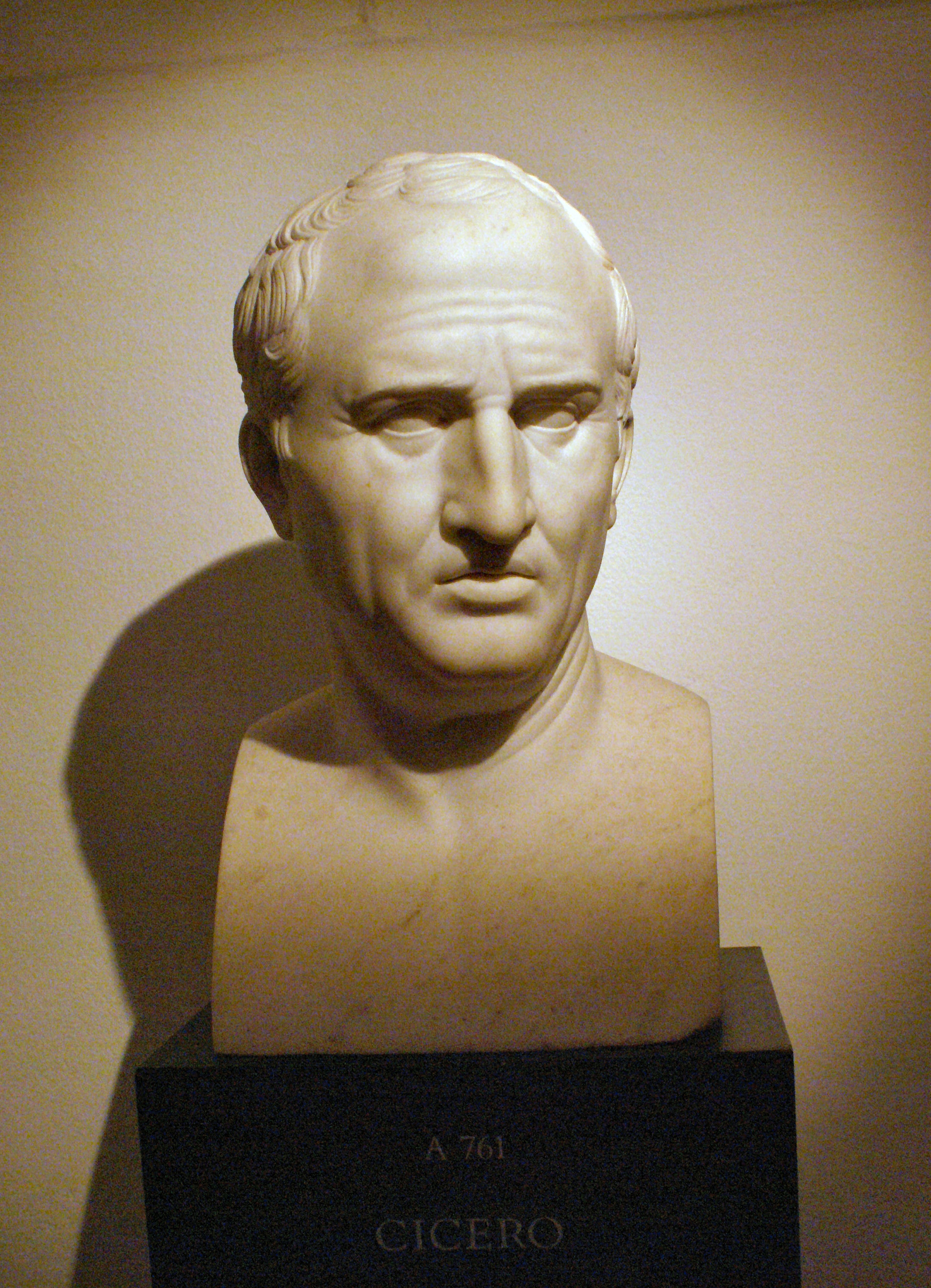
Cícero foi um dos principais defensores do ecletismo

O ecletismo ( do grego eklektikos, eleger) foi uma abordagem da filosofia que, ao invés de ter suas próprias doutrinas rígidas, selecionava dentre as convicções filosóficas existentes, aquelas doutrinas que pareciam mais razoáveis para cada caso.
Buscaram fazer um consenso entre as diversas outras escolas filosóficas. Alguns filósofos de outras escolas podem ser considerados ecléticos. Esse é o caso dos estoicos Panécio (150 a.C.) e Posidônio (75 a.C.) e dos novos acadêmicos Carneades (155 a.C.) e Filo de Larissa (75 a.C.).
O sistema eclético, característico de culturas cosmopolitas como Roma, não se restringiu à filosofia, avançando pelas artes, ciências, religiões e política.

#### Representantes
- Varrão Reatino (116 – 27 a.C.)
- Cícero (106 – 43 a.C.)
- Sêneca, o jovem (4 a.C. – 65 d.C.)